# Elisabeth Harnois
Elisabeth Rose Harnois (Detroit, 26 mei 1979) is een Amerikaans actrice en voormalig kindster. Ze won voor haar aandeel in het kinderprogramma Adventures in Wonderland in 1993 een Young Artist Award, na twee eerdere onverzilverde nominaties hiervoor.
Harnois maakte haar acteerdebuut in 1985 met een bijrolletje in de film One Magic Christmas. Behalve films, heeft ze diverse terugkerende rollen in televisieseries achter haar naam staan, zoals in Potsworth & Co., Adventures in Wonderland, Point Pleasant en One Tree Hill. Ze had van 2011 tot 2015 de vaste rol van Morgan Brody in de televisieserie Crime Scene Investigation.

## Filmografie
*Televisiefilms alleen vermeld indien eigen pagina aanwezig.
- 2008:Keith
- 2008:Solstice
- 2007:Chaos Theory
- 2007:Ten Inch Hero
- 2005:Strangers with Candy
- 2005:Pretty Persuasion
- 2002:Swimming Upstream
- 1999:Façade
- 1998:My Date with the President's Daughter (televisiefilm)
- 1990:The Ugly Duckling
- 1986:Where Are the Children?
- 1985:One Magic Christmas

## Televisieseries
*Exclusief eenmalige gastrollen
- CSI: Crime Scene Investigation – Morgan Brody (vaste rol 2011-2015)
- One Tree Hill –  Shelley Simon (2006-2007, zes afleveringen)
- Point Pleasant –  Christina Nickson (2005-2006, dertien afleveringen)
- Miami Medical – Dr. Serena Waren. (2010, dertien afleveringen)
- Adventures in Wonderland – Alice (1991-1995)
- Potsworth & Co. –  Rosie (1990, dertien afleveringen)
- Timeless Tales from Hallmark – Emily (1990, vier afleveringen)

- Bibliothèque nationale de France: cb141854434 (data)
- International Standard Name Identifier: 0000 0003 6780 1024
- Library of Congress Control Number: no2011049743
- Nederlandse Thesaurus van Auteursnamen: 315951869
- Virtual International Authority File: 232336029
- WorldCat: E39PBJmTv7VKMXxyQyW8Xb4pfq